# Laemonema melanurum
Laemonema melanurum är en fiskart som beskrevs av Goode och Bean, 1896. Laemonema melanurum ingår i släktet Laemonema och familjen Moridae. Inga underarter finns listade i Catalogue of Life.